# Corneliu Gheorghiu
Corneliu Gheorghiu (Botoșani (regió de Moldàvia,), 14 de setembre, 1924 - Brussel·les (Bèlgica), 8 d'octubre, 2019), va ser un pianista i compositor belga d'origen romanès.
Casat amb la músic Florica Gheorghiu, amb qui es va establir a Bèlgica l'any 1978, Corneliu Gheorghiu va continuar la seva carrera. També es dedicà a la composició, publicant els dos primers volums de les seves obres, "Resonances Sonore" i "Meleagurile doluruli" que van aparèixer a l'Editorial Grafoart, que també va publicar el seu llibre "Despre pianistica".
Juntament amb la seva filla, Corneliu Gheorghiu va crear el "Fortuna Fund" a Brussel·les, en memòria de la seva dona, Florica. Aquest fons, sota els auspicis de la "Fondation Roi Baudouin", ajuda a joves músics a l'inici de la seva carrera.

## Biografia
Infància

Corneliu Gheorghiu, en una família impregnada d'una atmosfera profundament musical: el seu pare Nicolae, farmacèutic, tocava el violí, i la seva mare, Ecaterina Eufrosina, el piano.
Apassionat per la música des dels primers anys de vida, Corneliu Gheorghiu va assistir a les classes de violí del seu germà gran, quedant fascinat pels "gestos del professor Poch", que va imitar, imaginant-se que tenia el seu propi instrument. La seva mare és qui li va donar la primera guia, després de notar la seva passió. Va fer classes de piano amb Marița Goilav i estudis de violí amb la professora Costin.
El 1930, amb només sis anys, va oferir un petit recital de piano a l'escenari del Teatre "Mihai Eminescu" de Botoșani, interpretant algunes de les seves pròpies composicions, un Galop i el Minuet Boccherini. Als vuit anys ja havia compost nou valsos, un tango, un Andante cantabile, dues marxes i dues fantasies per a piano i un preludi en do menor per a violí.

## La trobada amb George Enescu
El 1931, George Enescu va arribar a Botoșani de gira. Contactat per la seva antiga companya, Marița Goilav, per escoltar el seu talentós alumne, Corneliu Gheorghiu, Enescu accepta amb dificultats, ja que es sentia aclaparat pels "nens prodigi" a cada pas, i amb una sola condició: el nen petit canta les seves pròpies composicions. Així, Corneliu Gheorghiu és escoltat per Enescu, sorprès per la forma lied de les seves creacions "melodioses i correctament harmonitzades", recomanant-li estudiar a la Reial Acadèmia de Música i Art Dramàtic de Bucarest.
Admès l'any 1933, tindrà professors de prestigi per als seus estudis com, piano amb Florica Musicescu, composició amb Mihail Jora, harmonia i contrapunt amb Ion Nonna Otescu, estètica, formes musicals i contrapunt amb Dimitrie Cuclin, música de cambra amb Mihail Andricu, teoria i solfegi amb Ioan D. Chirescu, història de la música i folklore amb Constantin Brailoiu. Durant aquest temps va conèixer el pianista Dinu Lipatti, amb qui més tard desenvoluparà una bella amistat.

## Activitat en solitari
Ensems de debutar com a pianista en solitari continua component obres vocals i instrumentals -per a piano, violí.Assoleix el Premi Marioara Voiculescu, atorgat al millor alumne de les classes de piano, seguit del Premi Aurelia Cionca al Concurs del mateix nom. Va donar diversos recitals de piano i música de cambra, concerts a Bucarest i al país, i el 1950 va ser nomenat solista estatal. La carrera en solitari també continua a Polònia (1957), Finlàndia (1961), Cuba (1964), Rússia (1964), França (1965), Hongria, a la llavors Txecoslovàquia, Iugoslàvia, Bulgària, Alemanya (1966, 1967, 1968), Líban (1969).
El 1978, juntament amb el baixista Nicola Rossi-Lemeni, va gravar el disc M.P. a Electrecord. Mussorgski – Cançons i danses de la mort; Cançons. També a Electrecord realitza enregistraments amb Miniatures per a piano de compositors romanesos. Instal·lat a Brussel·les des de 1978, fa recitals i concerts a Bèlgica, Holanda, Noruega, Suïssa, Anglaterra, França, Espanya, Itàlia, Grècia. Emissions de ràdio i televisió a Suïssa, Bèlgica, Alemanya, Grècia.
El 2015, el Museu George Enescu presenta una exposició que recorre l'itinerari del pianista, compositor i professor universitari Corneliu Gheorghiu: THE SOUL OF THE PIANO, una exposició que també es va presentar a Brussel·les i París el 2017.

## Activitat didàctica
A partir de 1963 va ser professor al Conservatori de Bucarest, després esdevingué cap del departament principal de piano. Entre els estudiants que van ser guiats per Corneliu Gheorghiu hi ha: Krimhilda Cristescu, Alexandru Hrisanide, Dan Grigore, Cristian Mandeal, Ina Macarie, Alexandrina Zorleanu, Corina Sângeorzan, Adriana Fiederer, Anca Rachmuth, Ghizela Tulvan, Yvonne Dumitrescu Frankenfeld, Liabri Do Mihai Teodoru, Anca Boboc, Oana Velcovici, Genichiro Murakami, Alexander V. Panku, Marius Popp, Sebastian Ene, Eva Rădăcineanu, Sorin Melinte.
Va donar conferències i conferències acompanyades dels seus propis exemples, al conservatori -juntament amb col·legues i estudiants, a la ràdio i la televisió, sobre Lipatti (1966), Enescu (1967), Les balades de Chopin (1978), la melodia popular romanesa en "acadèmia", composicions a Venècia, etc.
Va ser membre del jurat del Concurs Enescu de 1967, secció de piano, al costat de Nadia Boulanger, Florica Musicescu, Sigismund Toduță.
A Brussel·les, va ser professor a la Royal Academy of Music, durant el període 1978-1989.

## Creació[11]
El 15 de juny de 2000, Corneliu Gheorghiu, juntament amb altres amics músics, va interpretar un programa exclusiu de creacions pròpies, a la Bibliotheca Wittockiana de Brussel·les.
Les seves obres estan inspirades en els melos populars romanesos, així com en l'escola francesa de finals del segle XIX, principis del segle xx.
Per la seva gran producció, aneu al seu arxiu de la Viquipèdia romanesa.